# Grottes du Volp
Les grottes du Volp sont un réseau de cavités incluant trois grottes préhistoriques principales situées sur la commune de Montesquieu-Avantès, en Ariège, en bordure nord de la chaîne des Pyrénées (piémont pyrénéen français) en région Occitanie.
Elles ont été utilisées principalement au Magdalénien et comportent une grotte d'habitat, une grotte ornée, dite « grotte-sanctuaire », et une grotte d'utilisation mixte. La grotte d'Enlène, lieu habité, est l'une des plus riches des Pyrénées en mobilier magdalénien. La grotte du Tuc d'Audoubert, grotte-sanctuaire qui a aussi été habitée, a livré entre autres des figures pariétales représentant des animaux irréels ou fantastiques ; elle est connue pour le remarquable groupe statuaire dit « les bisons d'argile ». La grotte des Trois-Frères, autre grotte-sanctuaire, abrite quant à elle l'une des figures iconiques de l'art magdalénien : le « chamane dansant », et ses quelque 1 300 gravures et peintures représentent plus de la moitié de l'art pariétal des Pyrénées ariégeoises. Enlène et les Trois-Frères étant reliées par une galerie profonde abondamment utilisée au Magdalénien, une comparaison est possible entre l'art mobilier d'Enlène et l'art pariétal des Trois-Frères.
Grâce aux mesures de conservation prises dès le départ par Henri Begouën, puis par ses descendants et successeurs, le matériel archéologique des trois grottes est dans un état de conservation exceptionnel.

## Toponymie
La grotte des Trois-Frères prend son nom des trois fils d'Henri Begouën, qui l'ont découverte.
La grotte d'Enlène est nommée d'après le hameau voisin au sud, Enlenne,, orthographié Henlene sur la carte de Cassini (XVIIIe s.).
La grotte du Tuc d'Audoubert prend le nom de son hameau voisin, Audoubert (même orthographe au XVIIe siècle).

## Situation
Les grottes du Volp sont situées dans l'ouest de l'Ariège, sur la commune de Montesquieu-Avantès, à quelque 6 km à vol d'oiseau du département de la Haute-Garonne au nord,. Elles sont dans le piémont pyrénéen, le Volp marquant la limite entre le massif du Plantaurel au nord-est et sa prolongation vers l'ouest, les Petites Pyrénées. Le massif de l'Arize est au sud-est. Elles sont dans le tout petit terroir de l'Avantès en bordure sud du terroir de Volvestre et en bordure nord du Couserans.

### Les environs
Les environs de ces piémonts des Pyrénées ariégeoises sont riches en sites archéologiques de grand intérêt. Les grottes du Volp font partie d'un ensemble de grottes pyrénéennes occupées à l'Aurignacien (Tarté, 20 km N-O), au Solutréen (Lespugue, 20 km N-O ; Roquecourbère), au Gravettien (Gargas, 53 km E ; Enlène ; Tuto de Camalhot) et au Magdalénien (Les Espélugues ; Labastide à Lortet ; Troubat (Hautes-Pyrénées) ; grotte de l'Éléphant (Gourdan) ; Lespugue ;
La Tourasse,
Massat ; Mas-d'Azil, 13 km E-N-E ;
Rhodes II ; La Vache, 40 km S-E).
D'autres grandes pointures de la préhistoire sont Bédeilhac, 35 km S-E ;
Niaux et Lombrives, 40 km S-E ; Marsoulas, 20 km N-O… (toutes ces distances sont données à vol d'oiseau.)
Autre site d'intérêt, à 30 km à l'est coule la rivière souterraine de Labouiche où, comme ici, un site magdalénien a été découvert dans des cavités dont les niveaux inférieurs sont occupés par la rivière.
De moindre importance mais plus près, l'abri du Rhinocéros fait partie du réseau karstique développé par le Volp. Se trouvant à 6 m au-dessus de l'entrée du Tuc d'Audoubert, il a été occupé à deux époques différentes : Paléolithique moyen tardif , et Magdalénien moyen récent (13 000 ans BP.

### Les grottes
L'entrée de la grotte des Trois-Frères est indiquée sur la carte IGN, à environ 1,5 km à vol d'oiseau au nord-est du bourg. Pour la trouver depuis Montesquieu, suivre la D 201b vers le nord-est sur 2,1 km ; un chemin de terre traverse la route : prendre à droite (vers le sud). La grotte des Trois-Frères est le long de ce chemin à environ 200 m de la D 2015b.
L'entrée de la grotte d'Enlène est à environ 70 m à l'est de celle des Trois-Frères. Celle du Tuc d'Audoubert est au sud du hameau d'Audoubert, à environ 800 m à l'ouest de l’entrée de la grotte des Trois-Frères et 1 km N-N-E du bourg. On y accède en suivant la D 215b depuis Montesquieu vers le nord-est ; à 1,2 km, prendre à gauche vers Audoubert et continuer sur 200 m. La grotte est à environ 100 m à gauche.
D'est en ouest on trouve donc Enlène, les Trois Frères puis le Tuc d'Audoubert.

Grotte du Tuc d'Audoubert
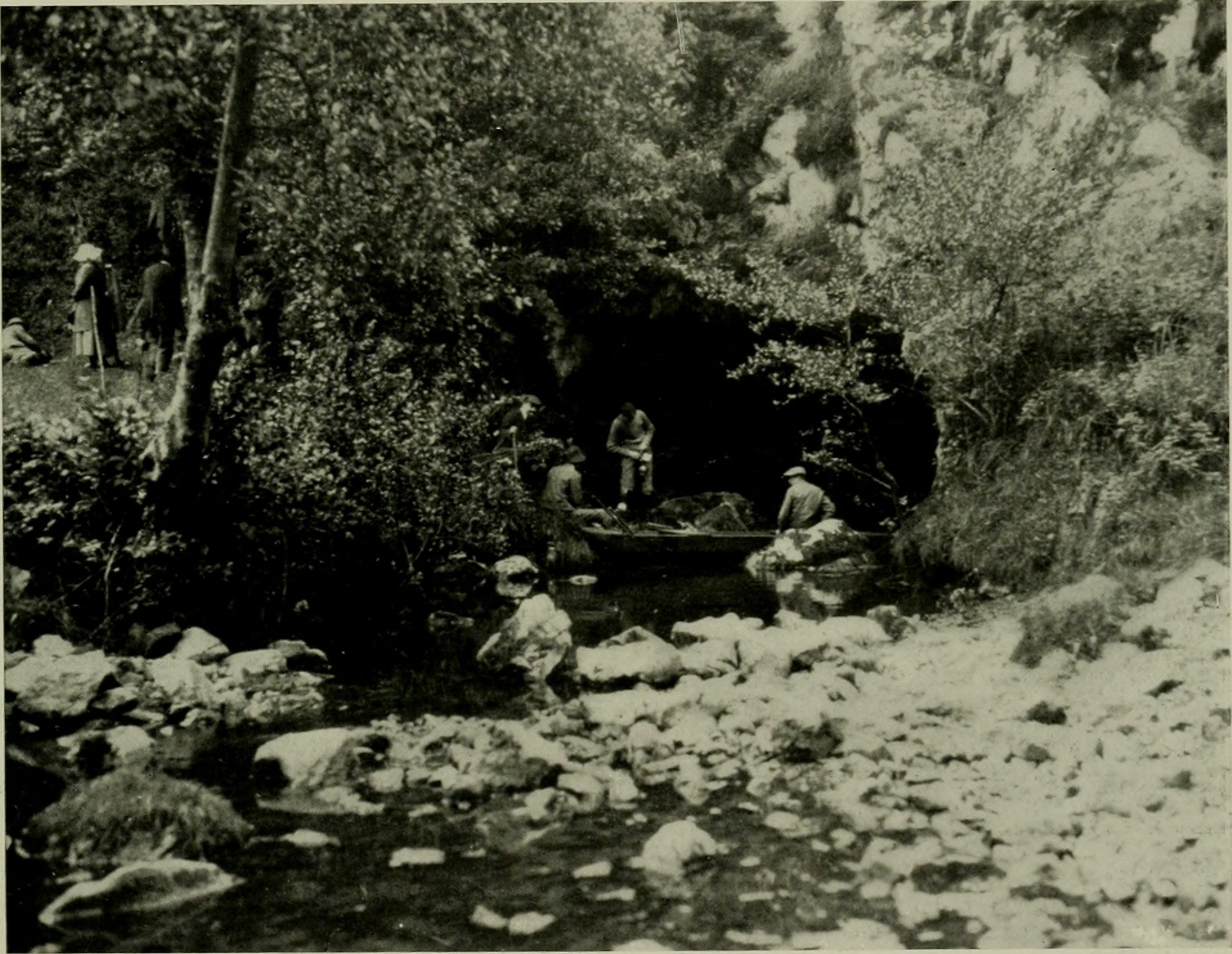
20 juillet 1913 ou 1914 : les Bégouën fêtent l'anniversaire de la découverte du Tuc (16 juill. 1912[9]) à l'entrée de la grotte.

## Description
Les grottes d'Enlène et des Trois-Frères se développent de façon générale vers le sud-ouest et plus ou moins parallèlement. Loin de leurs entrées respectives, elles sont reliées entre elles par une étroite galerie. Une branche d'Enlène s'ouvre sur la gauche à une centaine de mètres de l'entrée et s'oriente plein est en direction de la perte du Volp.
Avec son entrée à environ 800 m à l'ouest, le Tuc d'Audoubert se développe au contraire vers l'ouest/sud-ouest. La salle des Talons se trouve à moins de 10 m de la partie des Trois-Frères la plus éloignée de l'entrée de cette dernière.
Pour les descriptions individuelles de chaque grotte, voir les articles correspondants.

## Hydrographie
Le Volp est un affluent de la Garonne, dont la vallée est à 25 km à l’ouest ; celle de l’Ariège est à 32 km à l’est. Sa confluence est à environ 30 km au nord de Montesquieu-Avantès mais dans la partie haute de son cours, dont fait partie Montesquieu, il se dirige dans les grandes lignes vers l'ouest/sud-ouest,,.
À son entrée sur la commune au nord-est, le Volp est à 500 m d'altitude et coule toujours vers le sud-ouest. Bordé en rive gauche (côté sud) par la quère calcaire de Montesquieu-Avantès, il descend à 470 m ou 460 m d'altitude sur environ 4,6 km.
Il disparaît alors dans une perte qui porte son nom. L'entrée d'Enlène est à environ 80 m au nord-ouest de la perte du Volp ; celle des Trois-Frères est 70 m plus à l'ouest. Son trajet souterrain est long d'environ 1 km, au cours duquel il emprunte les galeries basses des grottes du Volp et où il passe deux siphons qu'il rend infranchissables ; ses galeries sont parfois larges (plus de 30 m), parfois étroites. Il revient en surface à 450 m d'altitude par l'entrée de la grotte du Tuc d'Audoubert qui lui sert de résurgence, et commence sa remontée vers le nord à 400 m en aval.

## Géologie
La carte géologique, montre d'emblée des particularités géologiques remarquables concernant le Volp dans sa haute vallée aux environs des grottes : 
- il y coule à la jonction de deux grands blocs de substrats différents ;
- cette interface est hachée de multiples failles résultant de dislocations transverses[16] lors des plissements accompagnant l'orogenèse pyrénéenne de l'Éocène (entre environ 56 et 34 millions d’années) ;
- et le tout a des conséquences directes et indirectes sur le Volp et les grottes.

### La plaine avant les montagnes
À la fin du Crétacé inférieur il y a environ 100 Ma, se forment de grands bassins d’effondrement dont la sédimentation, appelée flysch, est proche de celle des actuels deltas sous-marins profonds.
Puis survient l'orogenèse pyrénéenne, qui culmine à l'époque de l'Éocène et exerce une forte poussée vers le nord. Les roches détritiques au nord et des calcaires au sud sont de structures différentes, et leur ligne de jonction est alors marquée par de multiples failles formant une structure très particulière typique de la zone nord-pyrénéenne.

### Nord / sud: deux grands blocs
Les grottes sont dans la zone nord-pyrénéenne (abrégée ZnP), qui longe tout le côté nord des Pyrénées sur 10 à 40 km de large.

#### Zone sous-pyrénéenne au nord
La zone sous-pyrénéenne (abrégée ZsP) appartient géologiquement au Bassin aquitain dont elle est la bordure méridionale. C'est l'avant-pays septentrional des Pyrénées et il est dominé par le flysch du Crétacé. En théorie, cette zone commence 5 km au nord des grottes : une limite marquée par la plus septentrionale des grandes failles longitudinales des Pyrénées.
La carte géologique montre qu’en pratique, aux environs des grottes les calcaires du sud n'ont pas recouvert les flysch du nord au cours de l'orogenèse pyrénéenne. À la hauteur des grottes, la rive droite du Volp (côté nord) borde une zone (n7cF, en vert) faite d'un complexe flyschoïde à Floridées de 800 m de large organisé en gros bancs alternants de marnes, de grès glauconieux, de microbrèches et de conglomérats polygéniques. Ce mélange de couches du Jurassique et du Crétacé, est lui-même bordé au nord des grottes (vers les petits hameaux de Ferrié et Bonnette) par les brèches chaotiques de l'Albien supérieur-Cénomanien inférieur (n7d-C1, en vert plus clair), et au nord-est des grottes par les couches pélito-gréseuses alternées à Planomalina buxtorfi du Vraconien inférieur (n7cBr, en vert),,.

#### Zone axiale au sud
Au sud se trouve la zone axiale (abrégée ZA), qui suit l'axe central des Pyrénées. Elle se traduit en rive gauche du Volp (côté sud) par une bande de calcaires urgo-aptiens à Toucasia et Orbitolinidés (n5-6, en orange), dont la largeur varie de 60 m à la perte du Volp à 500 m à la hauteur de sa résurgence. Cette bande d'Aptien-Albien est bordée au sud par les calcaires du Kimméridgien (J7-8, en bleu, Jurassique supérieur ou Malm) ; et plus au sud le Jurassique moyen (J1-2, bleu plus clair).

### Une interface marquée de failles; incidences sur le Volp et les grottes

#### L'interface des deux grands blocs
La rencontre de ces blocs est marquée localement par une zone de très nombreuses failles, allant de Taurignan-Castet (10 km à l'ouest) à La Bastide-de-Sérou (19 km à l'est). Cette zone de failles, qui s'élargit d'ouest en est et s'oriente vers le sud-est à partir de La Bastide-de-Sérou, est large d'environ 1 km au niveau de Montesquieu. 

Moins influentes localement mais marquant l’ensemble de la région, deux très grandes failles sont présentes. La grande « faille de Toulouse » est suivie par la Garonne à partir de Montsaunès à 13 km au nord-ouest ; la faille nord-pyrénéenne passe à 15 km au sud.

#### Incidences sur le Volp
Sur cette portion de son cours, le Volp suit un tracé en zigzag avec des angles très marqués ; la carte géologique révèle que le cours d'eau suit strictement certaines des failles géologiques qu'il rencontre dans cette zone de dislocations transverses.
De plus, la perte du Volp est à la jonction de deux failles. Depuis environ 750 m en amont de cette perte (vers le hameau le Hangar), le Volp coule sur une petite étendue de calcaires argileux du Crétacé inférieur (Aptien à l'Albien inférieur, n7aM, vert hachuré). À l'extrémité ouest de cette zone il rencontre une faille qui le met en contact avec les calcaires urgo-aptiens à Toucasia et Orbitolinidés (Crétacé inférieur, n5-6, orange).

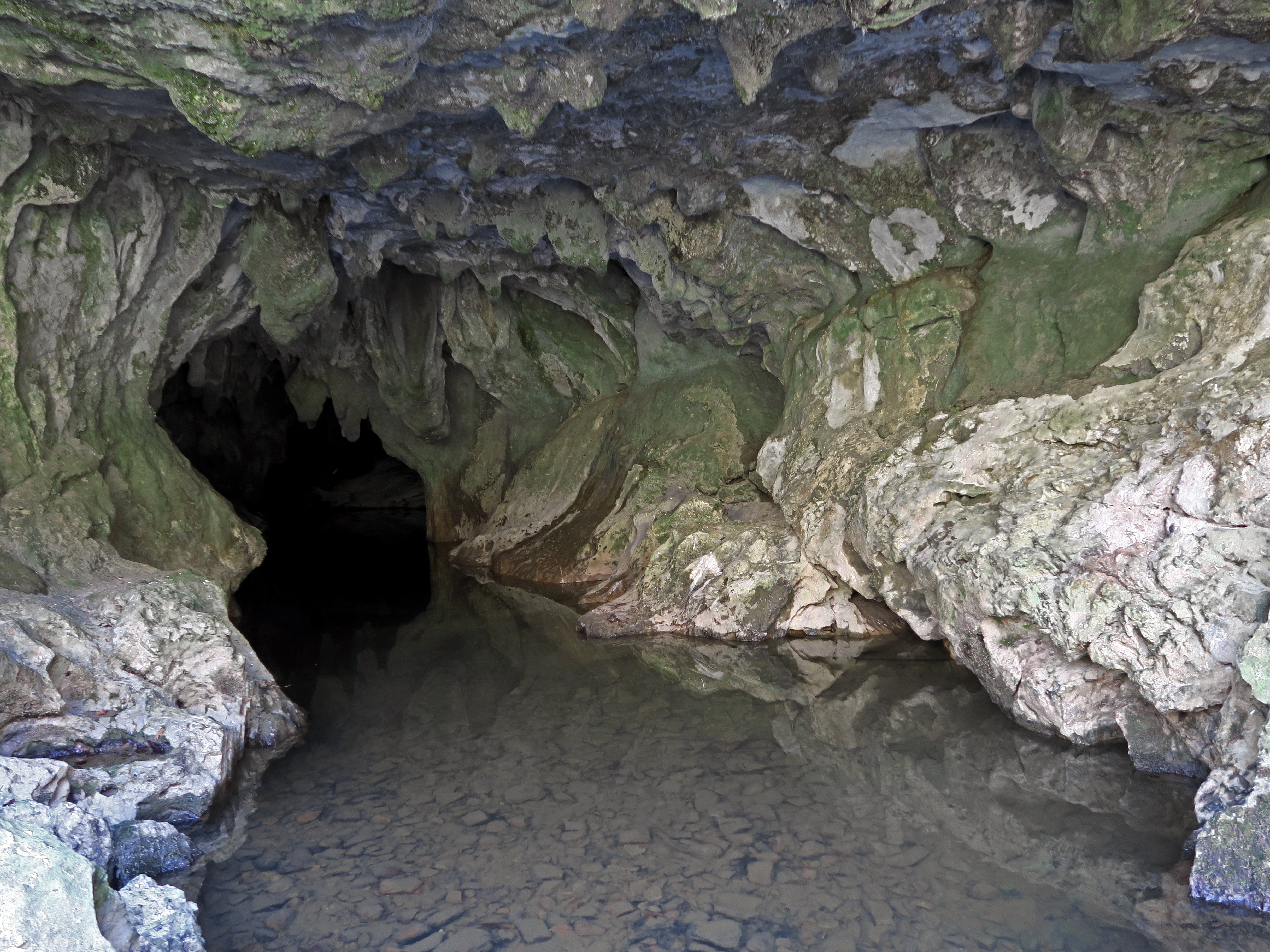
La résurgence du Volp et entrée du Tuc d'Audoubert.

Les cartes montrent une portion du Volp en pointillés : c'est la portion souterraine du cours du Volp lorsqu'il passe par les grottes qu'il a creusées entièrement - et uniquement - dans ces calcaires urgo-aptiens. 

Durant ce parcours souterrain il traverse trois autres failles et effleure les calcaires du Kimméridgien (J7-8, Jurassique).
La résurgence au Tuc d'Audoubert, à 850 m linéaires à l'ouest de la perte du Volp et d'Enlène, est elle aussi située sur une faille (mais pas une jonction de failles). Quittant les calcaires urgo-aptiens (n5-6, orange) de son cours souterrain, le Volp y revient en surface et retrouve les couches alternées pélito-gréseuses à Planomalina buxtorf du Vraconien inférieur (n7cBr, vert).
Il est à noter que le même phénomène affecte le ruisseau du Malet, affluent de rive droite (côté nord) du Volp : venant du flysch Albo-Cénomanien au nord (n7cF), le ruisseau rencontre une faille et les calcaires urgo-aptiens (n5-6, orange); il se tourne vers l'ouest sur 150 m, rencontre une autre faille et les calcaires du Jurassique (JD bleu), et disparaît alors dans la « perte du Malet » à 150 m au nord de la ligne droite entre Enlène et le Tuc d'Audoubert, donc entre la perte du Volp et sa résurgence,. Nous ne savons ni comment ni où exactement la confluence se fait sous terre.

#### Le risque pour le site archéologique
Dans son cours souterrain le Volp inonde le sol des lieux ornés lors des crues exceptionnelles et, en temps normal, jouxte des terrasses riches en vestiges archéologiques.

## Histoire récente

### Les découvertes

#### Contexte
Henri Begouën, qui habite déjà Montesquieu-Avantès au château des Espas depuis que sa femme le lui a apporté en dot en 1892, achète en 1893 le manoir de Pujol, à 400 m au nord des Espas et moins de 900 m au sud de la grotte d'Enlène,.
La région est riche en grottes et déjà certaines se sont révélées de grands sites archéologiques. Henri suit les cours de préhistoire d'Emile Cartailhac à Toulouse, et comme il est proche de ses enfants il les emmène visiter le chantier de fouilles que dirige Édouard Piette au Mas d'Azil. Leur intérêt est doublement éveillé quand son fils Maximilien (communément dénommé 'Max') y trouve dans des déblais une dent de renne portant les marques d'une perforation.

#### «Découverte» de la grotte d'Enlène
Enlène est connue de longue date dans la région. En 1882, elle appartient à M. Moulis de Méritens et a déjà été fouillée par l'abbé Jean-Jacques Pouech, M. Filhol, l'abbé Cabibel, Dom David Cau-Durban avec M. Baron… Elle est notée comme grotte sépulcrale en 1884 et 1893.
Aux vacances de Pâques 1911, Henri Bégouën et ses trois fils explorent Enlène et découvrent fortuitement un beau propulseur figurant un quadrupède. À la suite de cette trouvaille, le même Méritens, s'imaginant que des trésors monétaires pourraient lui être dérobés, interdit l'entrée de sa grotte à tout le monde y compris au comte et maire Henri Bégouën - et à ses enfants -, lui adressant un courrier le 23 juillet suivant pour lui demander de faire cesser leurs explorations de peur de « dévaluer sa propriété ».
Qu'à cela ne tienne - il y a d'autres grottes dans la région… Les vacances d'été sont revenues et les trois jeunes, cherchant d'autres grottes, décident d'explorer la résurgence du Volp au Tuc d'Audoubert le 20 juillet,.
L'abri du Rhinocéros
Accessoirement, ils explorent le même jour l'abri du Rhinocéros, un petit abri sous roche situé à 6 m au-dessus et plus ou moins à l'aplomb de la résurgence du Tuc, mais cette petite cavité livre peu de vestiges : une dent de rhinocéros et un fragment de bois de cervidé. La première mention écrite de l'abri du Rhinocéros est celle d'Henri Bégouën dans sa lettre à Émile Cartailhac le soir de la découverte des gravures du Tuc, le 20 juillet 1912.

#### «Découverte» de la grotte du Tuc d'Audoubert
Là aussi, l'existence de la grotte est connue, avec son grand porche d'où s'écoule le Volp. Mais elle n'a pas été explorée scientifiquement. Le 12 juillet 1912, sur un radeau de fortune, Maximilien, Jacques et Louis y pénètrent par sa seule voie accessible - le Volp, et découvrent les premiers grands volumes intérieurs. Ils ont respectivement 19 ans, 17 ans et 16 ans.
Le groupe statuaire des bisons d'argile est découvert le 10 octobre 1912. L'abbé Breuil, alerté par lettre, arrive aux Espas le 19 octobre 1912. Émile Cartailhac, prévenu par télégramme, arrive le lendemain 20 octobre ; la visite commune se fait le dimanche 21 octobre, huit jours après la découverte.

#### Découverte de la grotte des Trois-Frères
La grotte des Trois-Frères est la seule des trois grottes du Volp à être effectivement découverte par les Bégouën.
Le 16 juillet 1914, anniversaire de la découverte des premières gravures du Tuc d'Audoubert deux ans auparavant, Henri Begouën et ses trois fils Maximilien, Jacques et Louis célèbrent l'occasion en tentant de tracer en surface le cours souterrain du Volp. Sont de la partie le jeune cocher François Camel et l'abbé Auguste, précepteur des jeunes et qui tient la baguette de sourcier. Alors que tous scrutent le terrain entre la perte du Volp et sa résurgence, Rey de Pujol, un fermier voisin, leur indique un trou par où souffle de l'air frais, bouché intentionnellement avec des pierres pour empêcher les moutons de tomber dedans. Le trou, qui prend bientôt le nom d'« aven François », est désobstrué avec difficulté par les jeunes dans la journée du lendemain (17 juillet). À 18 h 30, François Camel et Maximilien Bégouën peuvent enfin descendre - et ressortent par Enlène. 

Les premières explorations ont des résultats assez limités, jusqu'à l'époustouflante découverte de la salle du Sanctuaire le 21 juillet, ainsi que de la galerie des mains blanches sur fond rouge.
Le génome de bison a été entièrement décrypté à partir d'un échantillon trouvé dans Enlène (voir grotte des Trois-Frères#Génome de bison décrypté).

### Chronologie des fouilles
Henri Breuil revient en août 1919 (Jacques et Louis Bégouën ne sont pas encore démobilisés) ; entre 1912 et 1958, il effectue au total dix-huit séjours.
En 1937, Louis Bégouën cesse ses fouilles, estimant que ses méthodes ne sont pas assez modernes.
En 1970, Robert Bégouën effectue un tamisage d'une petite partie des rejets des fouilles précédentes dans la salle du Fond d'Enlène ; les résultats sont tels que conjointement avec Jean Clottes il décide d'entreprendre une grande campagne de fouilles. Les travaux commencent en 1976, avec entre autres assistants Jean-Pierre Giraud et François Rouzeau.
Louis Bégouën lègue à ses enfants Henri, Jean-Paul, Robert et Florence (Mme Henry Antonin) la propriété des trois grottes du Volp.

## Archéologie
La période d'occupation largement dominante aux grottes du Volp est sans conteste le Magdalénien.
Le Moustérien est présent dans le diverticule des Dessins et dans le diverticule A5 du Tuc d’Audoubert. Le Magdalénien moyen récent (environ 15 000 ans AP) se retrouve au balcon II du Tuc d’Audoubert et dans la couche 3 de la salle du Fond d’Enlène (Clottes, 1983).
Les deux grottes d'Enlène et des Trois Frères sont difficilement dissociables. Elles sont reliées et ce passage a été abondamment utilisé au Magdalénien. Mais Enlène a longtemps été ignorée car les principales pièces de mobilier trouvées étaient toutes attribuées à la grotte des Trois Frères.

### Les Trois-Frères

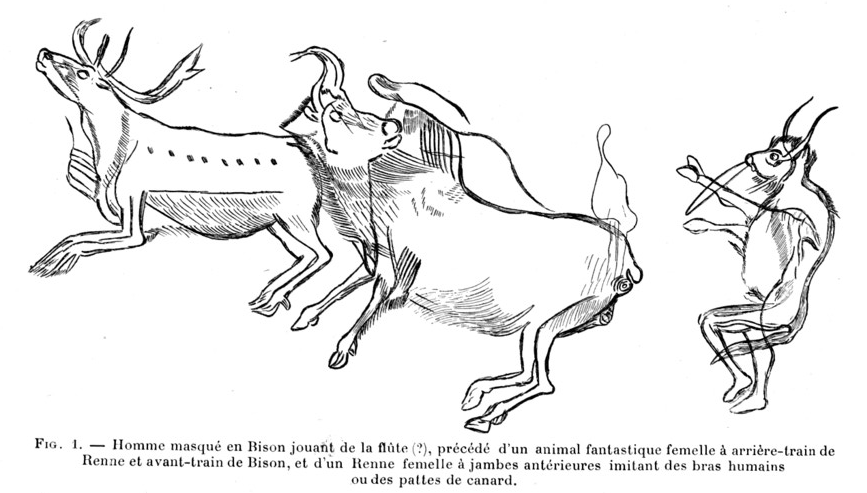
Le « petit chamane »
grotte des Trois-Frères

Les Trois-Frères sont découverts en 1914.
Cette grotte-sanctuaire n'a pas été utilisée comme habitat sur le long terme ; elle a livré peu de mobilier. Par contre ses plus de 1 300 gravures et peintures représentent plus de la moitié de l'art pariétal des Pyrénées ariégeoises.
Outre les deux célèbres représentations de chamanes, le bestiaire varié inclut des lions gravés, un animal rarement représenté dans l’art pariétal.

### Enlène
Le point fort d'Enlène est d'être une grotte-habitat intensément occupée pendant le Magdalénien IV. À cette époque, Enlène est un camp de base de longue durée en liaison directe avec les Trois-Frères, probablement avec le Tuc d'Audoubert, et plus loin avec la grotte du Mas-d'Azil. Elle a livré un mobilier d'une grande richesse encore largement inexploité hors une récente étude de 2016.
Outre l'imposante quantité de matériel magdalénien, Enlène a aussi livré, proche de l’entrée, du mobilier (raclettes et lamelles à dos) du Badegoulien évolué (vers 20 000 ans AP), proche de celui de l'Aude et du Lot. La salle des Morts, qui a été occupée à l'époque magdalénienne vers 15 000 ans AP, contient aussi des sépultures de l'Âge du bronze.
Le mobilier d'Enlène est dominé par un grand nombre de plaquettes, dont un certain nombre sont gravées. La plus notable est celle du « couple d'Enlène »,.
Une gravure sur os de sauterelle et d'oiseaux a longtemps été attribuée à la grotte des Trois-Frères mais est finalement rapportée à Enlène au vu de la quasi-absence de mobilier dans la première grotte,,. Cette très rare représentation d'insecte est gravée avec une telle attention aux détails qu'il est possible d'en définir espèce : Troglophilus. Elle atteste la présence de cette espèce dans les Pyrénées pendant la période glaciaire du Würm occurrant au Magdalénien.
Le « bâton au saumon », un bâton percé, a été daté de 14 000 ans AP.
Le modèle du beau propulseur aux bouquetins est relativement fréquent dans les sites magdaléniens et démontre l'existence d'échanges assez importants.
Des fissures sont bourrées d'esquilles osseuses enfoncées en force.

### Tuc d'Audoubert
La grotte du Tuc d'Audoubert contient en tout 371 représentations d'art pariétal, dont 103 animaux.

## Protection
Jusqu'à présent (2019), la meilleure protection des grottes a été le choix de leurs propriétaires successifs, la famille Bégouën. Henri Begouën, chef de famille à l'époque de leur découverte et futur professeur de Préhistoire à l'université de Toulouse, correspond déjà régulièrement avec Émile Cartailhac à qui il envoie ses monographies et études sur la Tunisie où il est en poste (1896-1898), et dont il suit ensuite les cours (années 1910). Très intéressé par l'aspect scientifique des grottes découvertes chez lui, il suit scrupuleusement les conseils de Cartailhac : pas de visiteurs, pas d'aménagements touristiques, cheminement unique et rehaussé pour protéger les sols...
Dès leur découverte, les grottes ont été fermées au public, une situation tout à fait exceptionnelle pour l'époque. À la fin de 1983, seulement 676 personnes ont visité le Tuc d'Audoubert et 1 192 personnes pour les Trois Frères (moyennes respectives : moins de 10 personnes par an (Tuc) et 16 à 17 personnes par an (Trois-Frères) ; mais les visites étant groupées, seulement trois ou quatre groupes par an visitent la grotte). Un livre d'or est commencé quelques mois après la découverte des bisons d'argile du Tuc d'Audoubert le 10 octobre 1912, qui permet de retracer ces visites.
Décision encore plus rarissime à l'époque, la très grande majorité du mobilier est laissée en place.
Cette éthique de conservation par les Bégouën fait, que les éléments archéologiques d'Enlène sont particulièrement bien conservés,. 

La même qualité de préservation est également mise en place par la famille Vézian pour leur grotte du Portel découverte en 1908.

### Le parc naturel régional des Pyrénées ariégeoises
Le territoire de Montesquieu-Avantès fait partie du parc naturel régional des Pyrénées ariégeoises créé en 2009. Les abords des grottes bénéficient donc d'une certaine protection (limitée) imposée par les règles du parc.

### Classement en Monument historique?
La question du classement au titre de monument historique (MH) fait débat. En 2009, le fort sentiment de la population et de la municipalité est qu'un classement entraînera des contraintes urbanistiques et pénalisera les projets de la commune.
Comme dit plus haut, la famille Bégouën a très strictement limité l'accès aux grottes pratiquement depuis leur découverte, répondant en cela aux meilleures règles de conservation. Après plus de un siècle ces règles sont toujours aussi strictement appliquées. La population, quant à elle, est entièrement d'accord avec le principe appliqué de bonne conservation du patrimoine des grottes, et refuse les contraintes urbanistiques engendrées par le classement, qui pénaliseraient les projets de la commune.
Mais la municipalité élue en 2008 a découvert (avant mars 2009) un projet de classement dont « le dossier est avancé avec un comité de pilotage présidé par le sous-préfet » sans que la commune en ait été informée. La nouvelle a agité le village ; Gilbert Eychenne, cofondateur de l'association pour le développement économique de Montesquieu-Avantès (ADEMA), a offert à la commune deux hectares constructibles sur le versant de la commune opposé au Tuc d'Audoubert, pour donner un élan à ce développement communal et soutenir son désaccord avec le classement MH.
Outre la commune de Montesquieu-Avantès, principalement concernée, le classement concernerait également Lescure et Camarade, pour une moindre part.

### Une préparation au classement
La commune a décidé de l'établissement d'un PLU le 19 décembre 2011 ; une étude à réaliser par le parc naturel des Pyrénées ariégeoises a également été décidée, pour aider à établir le PLU mais aussi pour l’élaboration du futur plan de gestion en prévision du classement du site.

### Classé monument naturel et site en 2013
En Occitanie, la zone vulnérable aux nitrates compte 95 des 375 sites classés et 375 des 664 sites inscrits. En 2002, un bilan de tous les sites classés et inscrits a été engagé en 2002 sur les départements de l'ancienne région Midi-Pyrénées. La zone vulnérable Adour-Garonne est en révision en 2018. De nouvelles protections sont en cours d’instruction, dont Montesquieu-Avantès qui se trouve sur une zone recouvrant une grosse masse d'eau souterraine du nom de « Terrains plissés du BV Garonne secteur hydro o0 ».
La protection du patrimoine des grottes a imposé de protéger la qualité de l'eau du Volp. Après concertation entre la DRAC et la DREAL de Midi-Pyrénées, le classement au titre des « Sites naturels et paysages » a paru la meilleure solution pour la protection de l’ensemble karstique et du bassin versant du Volp.
Le « bassin hydrogéologique du massif karstique du Volp et les paysages remarquables qui lui sont liés » est classé parmi les monuments naturels et sites du département de l'Ariège par décret du 21 juin 2013 sur proposition de Delphine Batho, ministre de l’Écologie, du Développement durable et de l’Énergie, et publié au Journal Officiel du 23 juin 2013, sous le nom de « bassin hydro-géologique du Volp à Montesquieu-Avantès en Ariège ». Ce site naturel couvre 1 928 ha sur les communes de Camarade, Lescure et Montesquieu-Avantès.

### ZNIEFF
Les grottes sont dans le territoire de deux zones naturelles d'intérêt écologique, faunistique et floristique (ZNIEFF) :
- La ZNIEFF continentale de type 1 des « Collines de l'ouest du Séronais, du Mas-d'Azil à Saint-Lizier »[69], soit 7 543,21 ha, concerne 11 communes dont Montesquieu[70] et vise la grande diversité en faune et flore de ce piémont calcaire, avec plusieurs espèces protégées en France.

- La ZNIEFF continentale de type 2 des « Coteaux de l'est du St-Gironnais »[71], soit 15 037,8 ha, concerne 18 communes dont Montesquieu[72]. Elle englobe la ZNIEFF des « Collines de l'ouest du Séronais, du Mas-d'Azil à Saint-Lizier » et vise une mosaïque de milieux diversifiées dont de nombreuses petites zones intéressantes pour la biodiversité, ainsi qu'une dizaine d'espèces de chauves-souris protégées en France et quelques autres espèces animales également protégées dont le desman des Pyrénées.

### Gestion du site, recherche
L’Association Louis Bégouën (sous la loi de 1901) est fondée en 1989 par les enfants de Louis Bégouën, propriétaires des grottes : Henri, Jean-Paul, Robert et Florence (Mme Henry Antonin). L'association a pour objet « la propriété, la conservation et l’étude des Cavernes du Volp ». Le conservateur est Robert Bégouën, secondé par son fils Éric.
Une base de recherche et de conservation efficace a été aménagée dans un bâtiment, également propriété de l'association et entièrement financé par la famille Bégouën et leurs relations. Elle inclut un dépôt de fouilles, des laboratoires et une bibliothèque.

## Les environs
Une sépulture multiple a été découverte vers le début des années 1930 près du hameau d'Audoubert et de l'entrée du Tuc d'Audoubert, dans une crevasse de la falaise d'une largeur d'environ 1,5 m. Les ossements et le crâne brisé d'un enfant de 8 à 10 ans se trouvaient dans une « cippe très grossière de pierres vaguement plates », sans mobilier (Henri Begouën le date de l'Âge du cuivre). À côté se trouvaient des os de quatre individus, dont un crâne trépané et guéri. La datation en est compliquée par plusieurs facteurs, dont le fait que la crevasse ait été comblée de terre compacte à la suite des ruissellements, la présence de gros os d'animaux (bovidés et équidés) fossilisés et nettement plus anciens, et une petite lame en silex blanc « rappelant l'Aurignacien » qui se trouvait dans les terres de déblais.